# Bihu
El Bihu es un conjunto de tres importantes festivales asameses en el estado indio de Assam: el Rongali o Bohag Bihu, que se celebra en abril, el Kongali o Kati Bihu, que se celebra en octubre, y el Bhogali o Magh Bihu, que se celebra en enero. El Bhogali Bihu o el Magh Bihu es una fiesta de la cosecha, con fiestas comunitarias. El Kongali Bihu o el Kati Bihu es el más sombrío y ahorrativo, que refleja una temporada de escasez de suministros y es una fiesta animista.
El Rongali Bihu coincide con el año nuevo asamés y también con otras regiones del subcontinente indio, [Asia oriental] y el Sudeste Asiático, que siguen el calendario hindú y el calendario budista. Los otros dos festivales de Bihu que se celebran cada año son exclusivos de los asameses. Al igual que otros festivales indios, Bihu está asociado a la agricultura, y al arroz en particular. El Bohag Bihu es un festival de siembra, el Kati Bihu está asociado a la protección de las cosechas y al culto a las plantas y los cultivos y es una forma animista del festival, mientras que el Bhogali Bihu es un festival de la cosecha. Los asameses celebran el Rongali Bihu con fiestas, música y bailes. Algunos cuelgan ollas de latón, cobre o plata en postes frente a su casa, mientras que los niños llevan guirnaldas de flores y saludan al año nuevo al pasar por las calles rurales.
Los tres Bihu son festivales asameses en los que se venera a Krishna, al ganado (Goru Bihu), a los ancianos de la familia, a la fertilidad y a la diosa madre, pero las celebraciones y rituales reflejan influencias del Sudeste Asiático y de las culturas sino-tibetanas. En la actualidad, los Bihus son celebrados por todos los asameses, independientemente de su religión, casta o credo. También se celebra en el extranjero por la comunidad de la diáspora asamesa que vive en todo el mundo. 
El término Bihu también se utiliza para referirse a la Danza Bihu, también llamada Bihu Naas, y a las canciones populares Bihu, también llamada Bihu Geet.

### Origen indígena
El origen del Bihu se remonta a la mezcla de las culturas de los pueblos austroasiáticos, tibeto-birmanos e indo-arios.
La palabra Bihu deriva del Deori (una lengua Boro-Garo) palabra Bisu que significa "alegría excesiva". Esta forma más antigua de Bihu continúa entre el Chutias, Sonowal Kacharis, Thengal-Kacharis, Morans, Deoris. Estos grupos eran conocidos como Sadiyal Kacharis y estaban asociados al Reino de Sadiya. Las otras ramas de los Bodo-Kacharis, entre las que se encuentran el pueblo Bodo, el pueblo Dimasa, el pueblo Rabha, el pueblo Tiwa (Lalung), el pueblo Tiwas, etc., también celebran el Bihu desde la antigüedad. Los Boros lo llaman Baisagu, mientras que los Dimasas, Tiwa y Rabha lo llaman Bushu o Bushu Dima, Pisu, Dumsi respectivamente.
En el folclore local, se dice que Bordoisila (Bardai Sikhla en Bodo) (que significa vientos del noroeste en asamés) era la hija del Dios Tierra que se casó con un novio de alguna tierra lejana. Bordoisila visita la casa de su madre una vez al año durante la primavera, lo que indica el comienzo del Bihu, y se marcha al cabo de unos días, lo que indica el final del Bihu. Assam experimenta un fuerte vendaval (viento) en ese período que marca el comienzo de Bihu y otro fuerte vendaval después de su partida que es devastador. La palabra Bordoisila deriva de la palabra Bodo Bordaisikhla que significa "chica de la tormenta" (Sikhla significa chica y Bardai significa tormenta). Existe incluso una danza con el mismo nombre que se interpreta entre los boros durante el Baisagu, lo que apunta al origen del Bihu en los grupos Bodo-Kachari.
La primera referencia al Bihu se encuentra en la inscripción de cobre del rey Lakshminarayan del reino Chutiya. La inscripción fue encontrada en la región de Ghilamara del distrito de Lakhimpur en el año 1935 y fue emitida en el año 1401 d. C. Afirma que el rey Lakshminarayan ha donado tierras a los brahmanes en la auspiciosa ocasión de Bihu.
Esto significa que en la piadosa ocasión de Bihu, un brahmán llamado Dvija Ravidev recibió tierras del rey. Esto indica que Bihu desempeñaba un papel importante en la vida social de la gente de Assam en ese período.
El Khol de madera que se tocaba en Majuli en los primeros tiempos (similar al Mayamora Khul, Manipuri Pung) fue convertido más tarde en el Mridanga de terracota (similar a los que se tocan en el este de la India) por el santo vaishnavita Sankardev para que pudiera ser utilizado en formas de arte como danzas y dramas.
Otra referencia a Bihu se encuentra en el Deodhai Buranji que menciona que la capital del reino Chutia, Sadiya, fue atacada repentinamente por las fuerzas Ahom el primer día de Bihu/Bisu en 1524 (primer miércoles de Bohag/Vaisakha), cuando la gente estaba ocupada celebrando Bihu. El general Ahom Phrasenmung Borgohain, aconsejado por un general Chutia (que se puso del lado de los enemigos), tocó el Bihu Dhul (en el día Ujha Bisu, es decir, el 7 de Bohag/Vaisakha) para engañar a los Chutias, lo que finalmente condujo a su derrota.
En los primeros textos, las celebraciones de Bohag Bihu comenzaron a partir de la primera semana de Chaitra (Chot en asamés). El período comprendido entre la primera semana de Chaitra y el final se conocía como Raati Bihu o Chotor Bihu. Durante este periodo, los jóvenes bailaban por la noche en los terrenos del Than (templo). El último día de Chaitra o el primer martes de Bohag era cuando terminaba el Rati Bihu. Esto se conocía como el Uruka (derivado del Deori-Chutia Urukuwa que significa terminar). Los bailarines del templo Deodhani bailaban toda la noche y se creía que estaban poseídos por la diosa Kechai-khati (kolimoti), lo que indicaba que había descendido a la tierra desde el cielo (Bihu nomai ona). Esta creencia de que la diosa llega durante la temporada de Bihu cada año todavía se puede encontrar en las canciones de Bihu.
El día después de Uruka, es decir, el primer miércoles, se celebraba el Goru Bihu. Esta tradición de ritos ganaderos es la misma que siguen los boros en Bwisagu, lo que indica las raíces comunes de ambos festivales. Durante la noche de Goru-bihu, la gente bailaba el Bihu en grupos separados en los Thans, donde tenía lugar el sacrificio de animales. Tras los sacrificios a la diosa, los jóvenes visitaban los hogares del pueblo, lo que suponía el inicio del Husori. Esta antigua tradición de iniciar el Husori desde el templo todavía la siguen los Deoris, algunos Sonowals, Chutias y Morans, así como los habitantes de Sadiya. En otras comunidades, el templo ha sido sustituido por el Namghar. Las festividades de Bohag Bihu se prolongaron durante una semana y terminaron con el rito de despedida de la diosa. En este rito, primero se preparaba una barca de tallo de plátano y se decoraba con flores y ofrendas. Después se llevaba a la orilla del río, donde se ponía un pato/pollo dentro de la barca y se dejaba flotar como símbolo de sacrificio. Tras realizar el rito, la gente regresaba a sus casas, cantando por el camino con los ritmos del Dhul y las melodías de la Pepa.
Algunos folclores antiguos del Bihu de Assam siguen aludiendo a esta tradición.
La forma moderna de la danza Bihu se derivó de la danza Faat Bihu celebrada en Dhakuakhana, Lakhimpur. Los intérpretes fueron llamados por el rey Ahom Rudra Singha en 1694 para bailar en la arena real Rang Ghar. El origen del Faat Bihu se remonta a Sadiya. La palabra Faat en lengua deori-chutia significa "emigrar". Tras la derrota de los kacharis de Sadiya, los supervivientes fueron desplazados desde Sadiya a diferentes lugares del reino. Un grupo de estas personas se trasladó de Sadiya a Dibrugarh y finalmente se estableció en Harhi Sapori, Dhakuakhana. Estas personas trajeron consigo los ídolos de dioses y diosas y establecieron un templo que ahora se conoce como Harhi Dewaloi. Fue aquí donde se desarrolló la primera forma de danza Bihu moderna. Más tarde, en el siglo XIX, esta forma de danza Bihu fue adoptada también por otras comunidades y comenzó a ser representada en Mahguli sapori, Dhakuakhana por Chutias, Sonowals, Deoris, Ahoms, Mishing, etc.

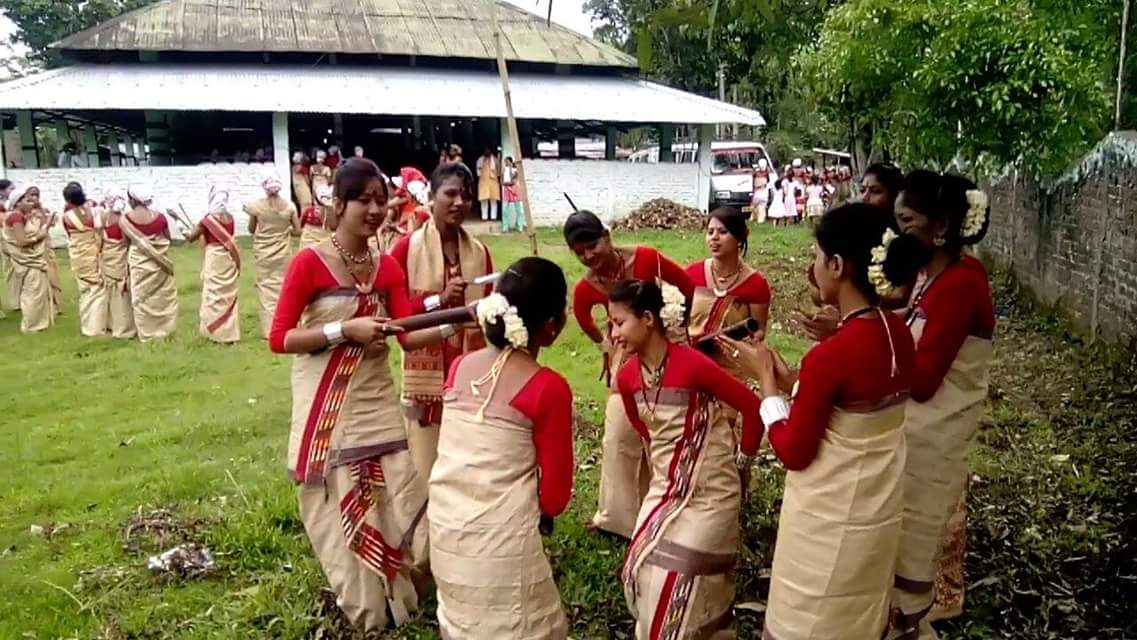
La danza Faat Bihu de Harhidewaloi se representa de la misma forma desde el.

### Contribución Tai-Shan
El Tai-Shans/Tai-Ahoms (como los llaman los nativos) a su llegada a Assam encontraron a los nativos (tibeto-birmanos) celebrando un festival de adoración a la vaca rociando agua fresca. Este ritual era similar al ancestral Poin-Cham-Nyam de su tierra natal. Así que llamaron al festival existente en esta tierra Poin-hu. Así, el Bisu se corrompió más tarde con el Poin-hu para formar lo que hoy se conoce como Bihu.

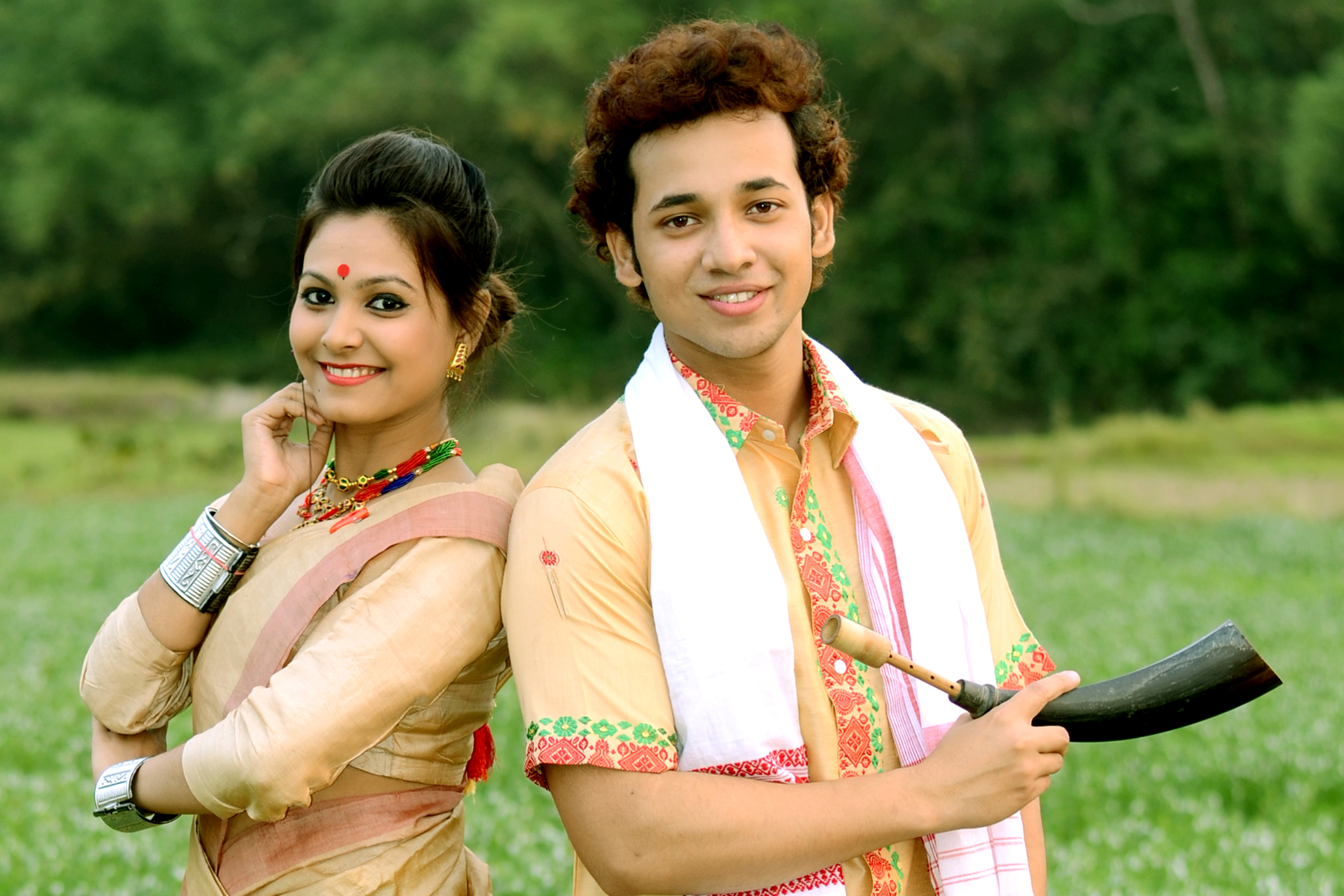
Disfraz de Bihu de Assam

Se cree que la danza Bihu recibió el patrocinio real del rey Ahom Rudra Singha en 1694. Pero esta opinión ha sido refutada por muchos autores. Según Padmeswar Gogoi, en los Buranjis no hay ni una sola mención de que se realice el Bihu en el Rangghar. El Satsari Buranji afirma que en el primer piso del Rangghar los lugares de los reyes estaban predefinidos. Pero, si se mira desde la posición de la silla de los reyes, es imposible ver el terreno donde se suponía que se realizaba la danza Bihu. También añadió que el Rangghar se utilizaba principalmente para organizar peleas de búfalos y gallos o luchas y que se abrieron varios puestos para estos juegos. Pero, en cambio, no se creó ningún puesto de este tipo para Bihu. Estos hechos demuestran que Bihu no recibió mucha atención por parte de los reyes Ahom y siguió siendo un festival de los nativos de entonces.

### Contribución indoaria
Los indoarios, a su llegada a Assam, ayudaron a sanscritizar gradualmente el Bihu/Bisu nativo para darle la forma actual. Siendo los pioneros de la Astronomía, asociaron además el término Bisu con el día Visuvan para hacer coincidir el Bohag Bihu con otros festivales primaverales observados en otros lugares de la India en este día y adoptaron el festival de los nativos.

## Los tres festivales Bihu

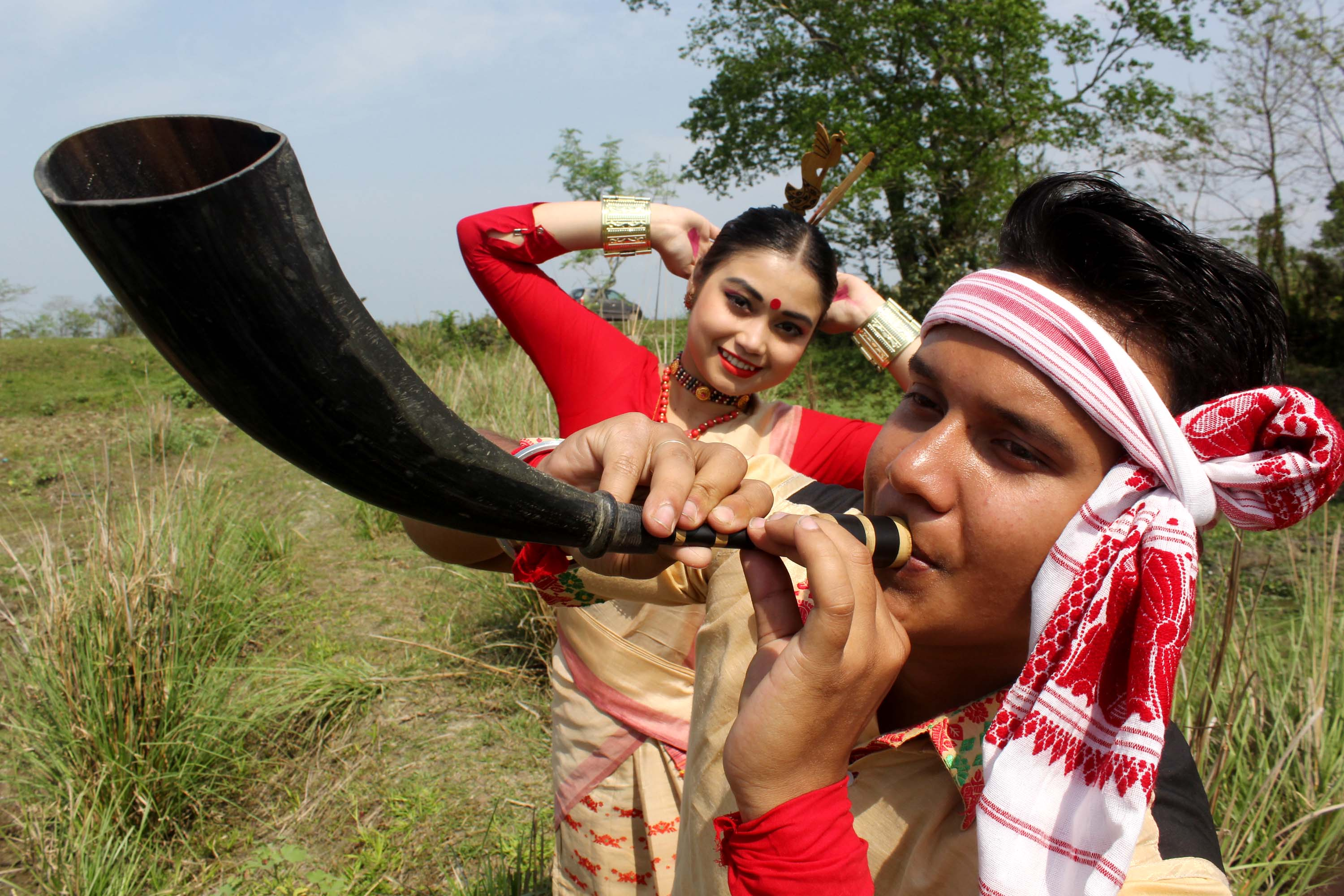
Jóvenes ejecutan la danza Bihu con motivo del festival Rongali Bihu

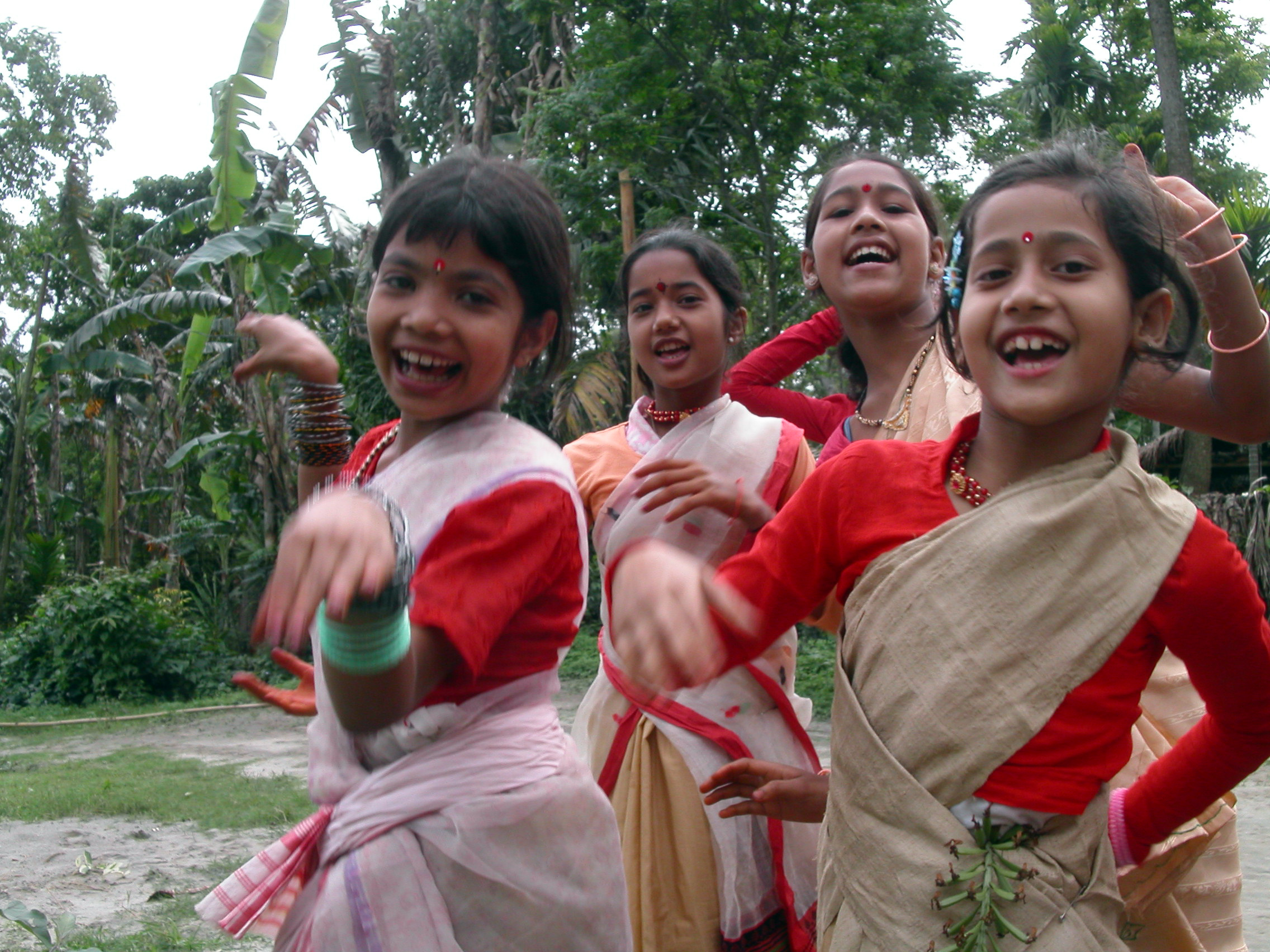
Chicas celebrando el festival Bihu de primavera (abril).

## Bohag Bihu
El Bohag Bihu (বহাগ বিহু) (mediados de abril, también llamado Rongali Bihu), el Bihu más popular, celebra el inicio del Año Nuevo asamés. (alrededor del 14-15 de abril) y la llegada de la primavera. Marca el primer día del calendario solar hindú y también se celebra en Bengala, Manipur, Mithila, Nepal, Orissa, Punjab, Kerala y Tamil Nadu, aunque con nombres diferentes. Es una época de alegría y festejos y se prolonga, en general, durante siete días. Los agricultores preparan los campos para el cultivo del arroz y se respira un ambiente de alegría. Las mujeres preparan pitha, larus (comida tradicional a base de arroz, coco) diversas bebidas de las tribus locales, como el Deoris, el Nam-Lao de la tribu Tai-Ahom, el Aapong de la tribu Mising y el Jolpan, que dan la verdadera esencia de la temporada.

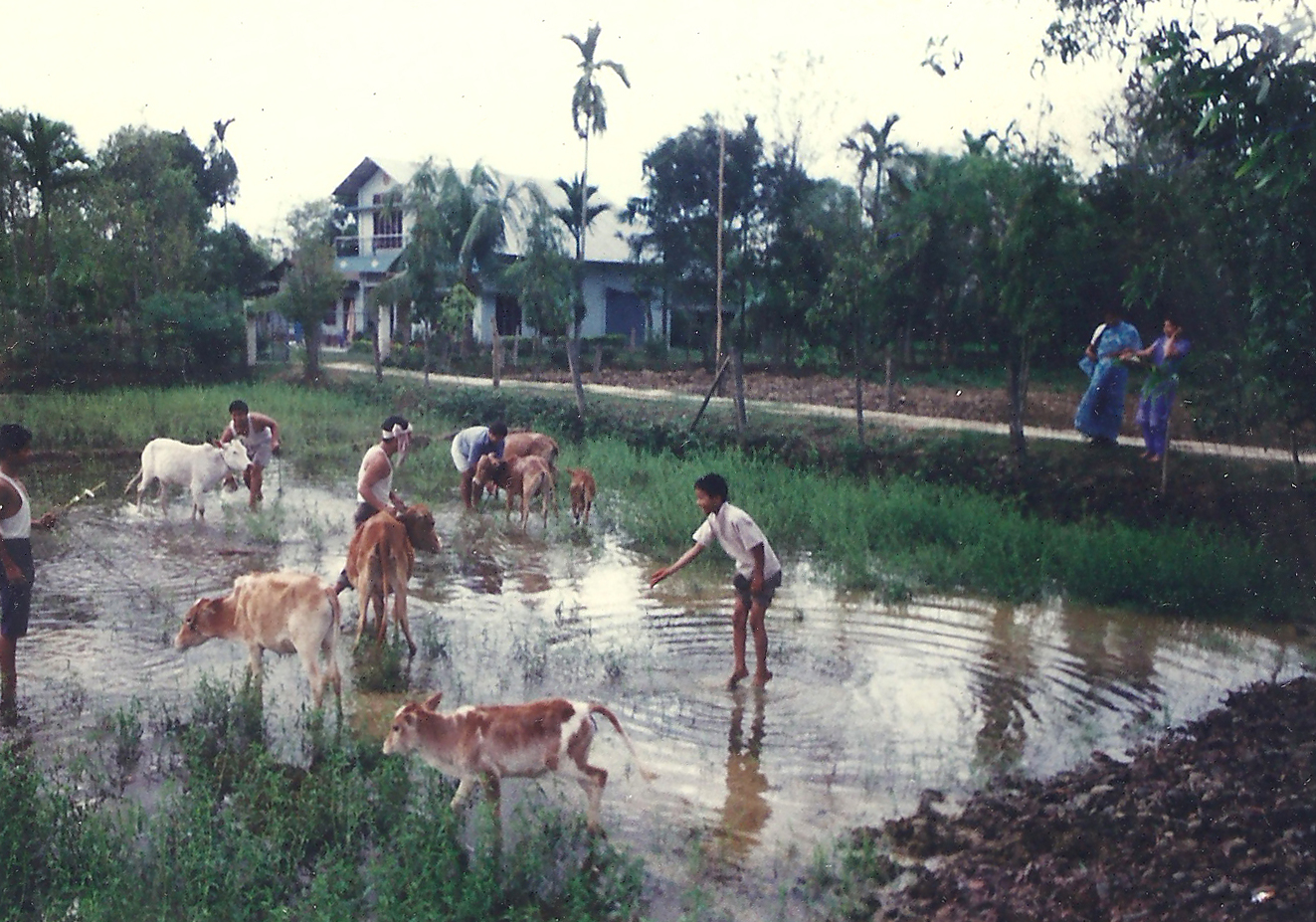
El baño y la adoración de las vacas (Goru bihu) forman parte de las celebraciones del Bihu.

El primer día del bihu se llama goru bihu o bihu de la vaca, en el que se lavan y veneran las vacas, que cae el último día del año anterior, normalmente el 14 de abril. Le sigue el manuh (humano) bihu el 15 de abril, el día del Año Nuevo. Es el día en que se limpia, se viste con ropa nueva y se celebra y prepara el nuevo año con nuevos bríos. El tercer día es el Gosai (dioses) bihu; las estatuas de los dioses, veneradas en todos los hogares, se limpian y veneran pidiendo un buen año nuevo.
150px|thumb|Kopou phool (Rhynchostylis retusa)

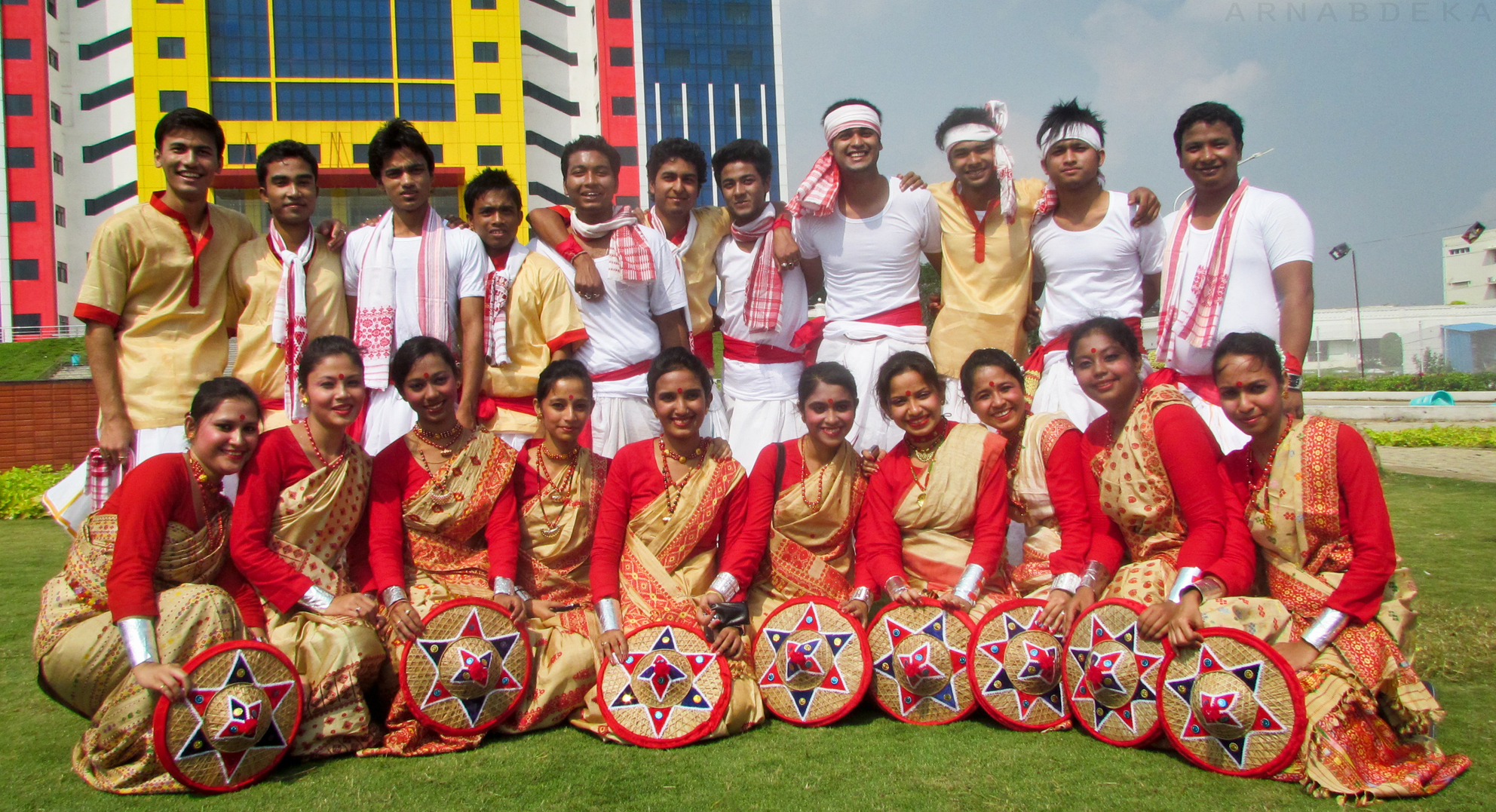
La danza Bihu marca el festival

Las canciones populares asociadas al Bohag Bihu se llaman Bihugeets o canciones Bihu. La forma de celebración y los ritos varían entre los distintos grupos demográficos.

### Los Siete días
El festival Bohag Bihu o Rongali Bihu se prolonga durante siete días y se denomina Haat Bihu. Los siete días se conocen como Chot Bihu, Goru Bihu, Manuh Bihu, Kutum Bihu, Senehi Bihu, Mela Bihu y Chera Bihu.
Goru Bihu: El último día del año se celebra el goru bihu o ritos de adoración al ganado. Se lava el ganado, se le unta con cúrcuma molida y otras pastas, se le golpea con ramitas de dighalati y makhiyati y se le encomienda que esté sano y sea productivo (lao kha, bengena kha, bosore bosore barhi ja/maar xoru, baper xoru, toi hobi bor goru -come calabaza, come berenjena, crece de año en año/tu madre es pequeña, tu padre es pequeño, pero tú sé grande). Se echan las viejas cuerdas del ganado por las patas y se les atan otras nuevas, y se les deja vagar por donde quieran durante todo el día.

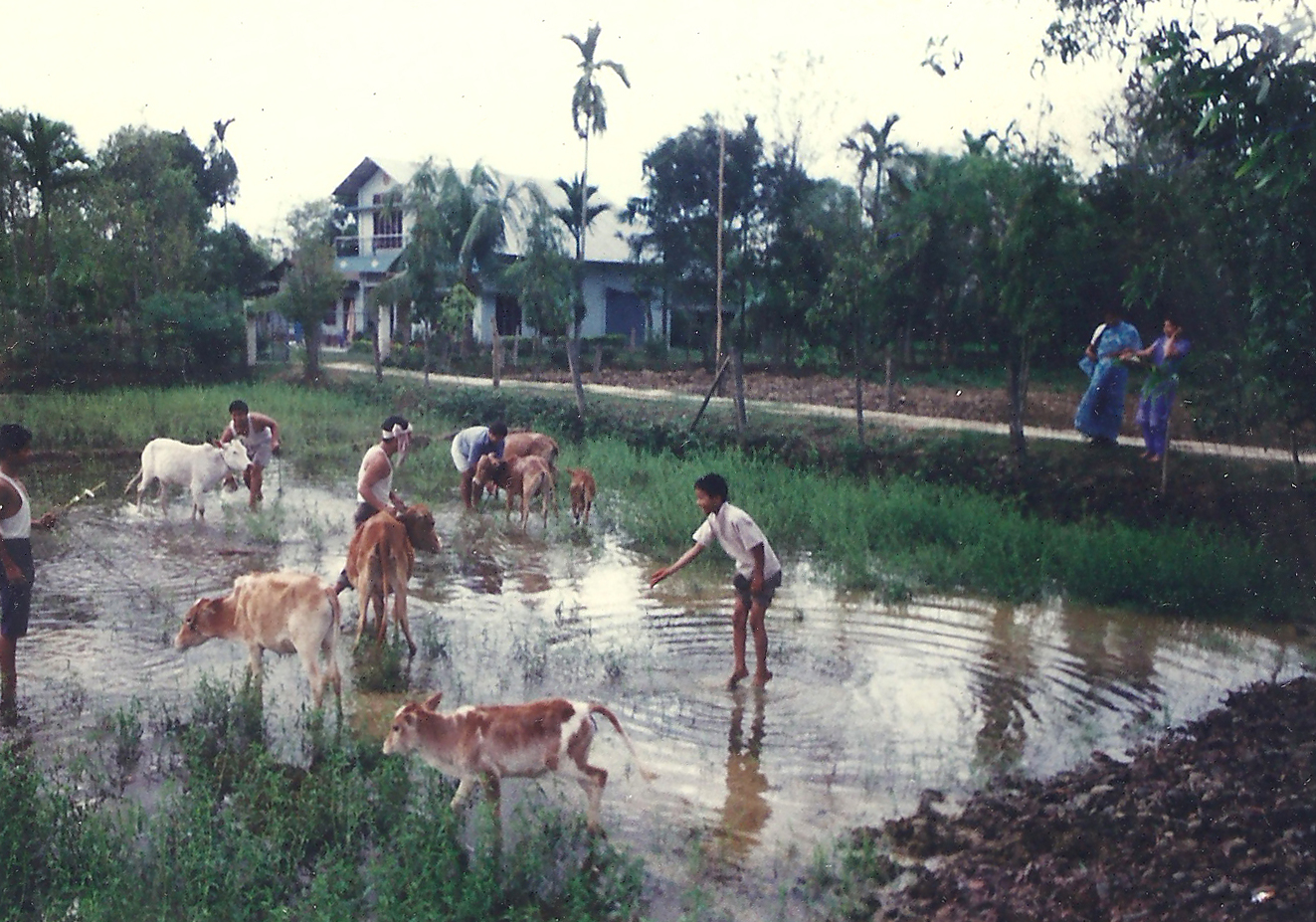
Bañar a la vaca en la víspera del Goru bihu

Manuh Bihu: El día de Año Nuevo, el siguiente al goru bihu, se llama manuh bihu.  Se muestra respeto a los ancianos, con regalos de bihuwan (una gamosa), un hachoti (pañuelo), un cheleng, etc., y se piden sus bendiciones.  Los niños reciben ropa nueva, y este día comienza el canto Husori, y la gente visita a sus parientes y amigos.
Husori: Los ancianos del pueblo van de casa en casa cantando villancicos, también al estilo de los bihu geets, llamados husoris.

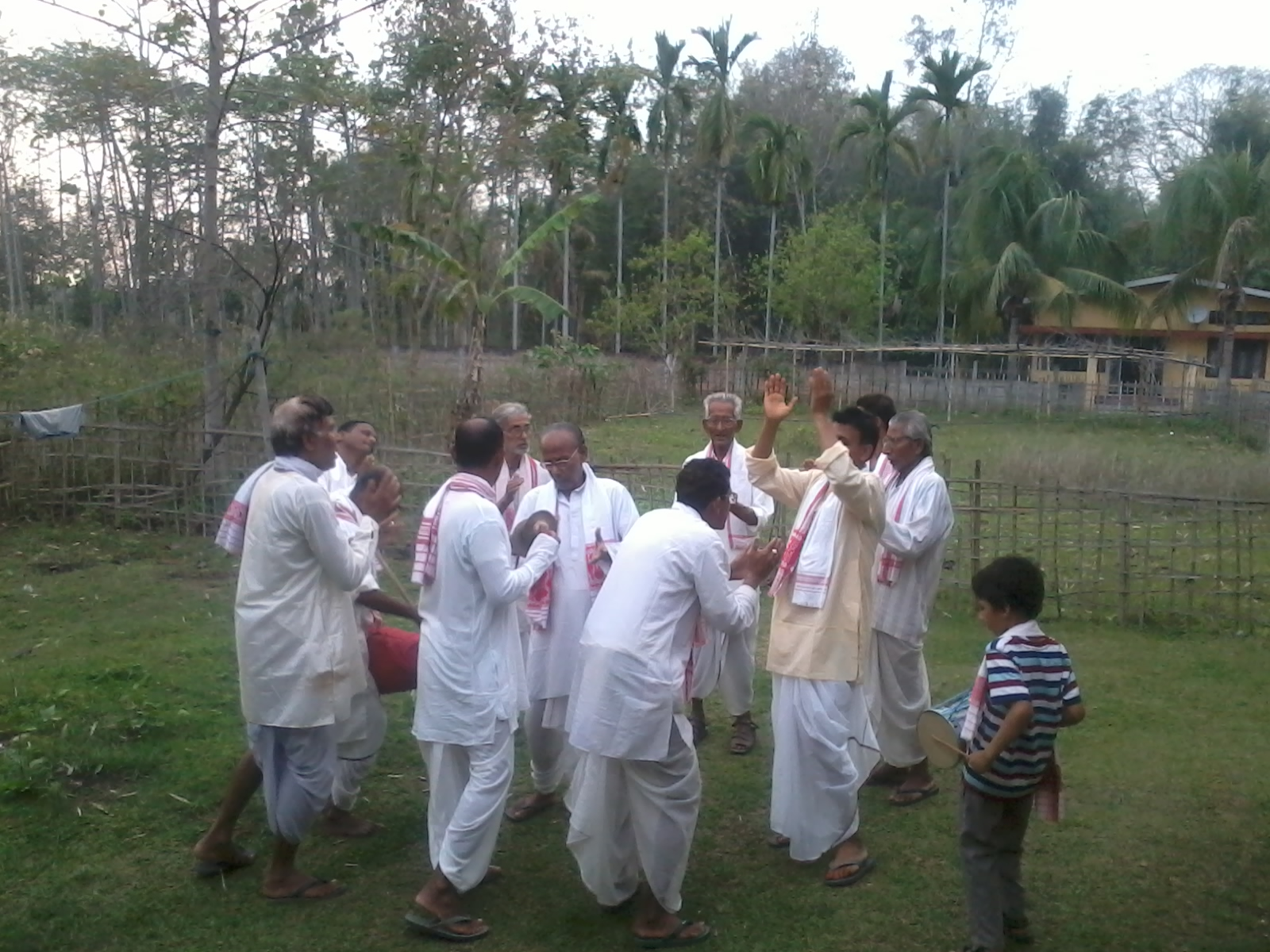
Husori in Bihu

Posiblemente deriva de la formación de palabras ha (tierra) y char (moverse) del Dimasa Kachari: hachari. Las aldeas podían tener más de una banda de husari, que visitaban los hogares de una aldea no contigua a ella, cantando primero villancicos en el Naamghar. A continuación, los cantantes husari visitan cada hogar, anunciando primero su llegada en la puerta (podulimukh) con golpes de tambor. Tradicionalmente, los cantantes son recibidos en el patio, donde cantan las canciones husori y ejecutan una danza en anillo. Al final de la actuación se les agradece con una ofrenda dakshina de paan (hoja de betel) tamul (nuez areka) en un xorai (plato de latón con soporte), tras lo cual los cantantes bendicen la casa para el año siguiente. Si hay un duelo en la familia, o la familia no invita a los cantantes de husori debido a una enfermedad, la banda de husori ofrece bendiciones de podulimukh y sigue adelante. Por lo general, los cantantes son todos hombres.
Faat Bihu: Es una forma muy antigua de Bihu, caracterizada por la espontaneidad, popular en la zona de Lakhimpur, en Assam.  Según la leyenda, el primer rey Ahom, Sukaphaa, viajó a la región para verlo a principios del siglo XIII.
Beshma: Lo celebran los koches, en este festival bhurbhura', shak se casan y festejan,
Mukoli Bihu: Los jóvenes solteros vestidos con la tradicional seda dorada muga bailan el bihu y cantan canciones bihu en los campos abiertos. Las canciones tienen temas de romance y amor sexual, correspondido o no correspondido. A veces las canciones también describen sucesos trágicos, pero tratados con mucha ligereza. La danza celebra la sexualidad femenina.
.

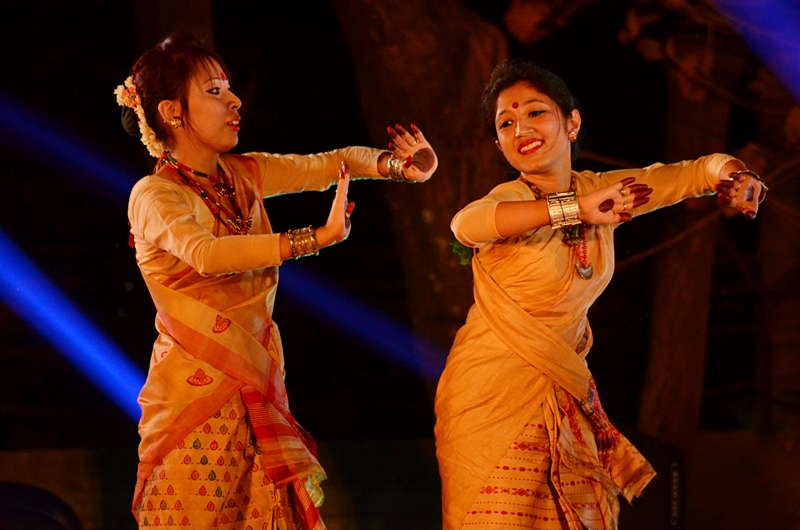
Bailarines de Jeng Bihu en la celebración de Rongali Bihu en Bangalore, organizada por la Asociación de Assam de Karnataka

Jeng Bihu: Se trata de una danza y una canción de Bihu interpretada y observada únicamente por mujeres. El nombre jeng proviene del hecho de que antiguamente las mujeres de las aldeas solían rodear el lugar de su actuación con palos clavados en el suelo llamados jeng en asamés. También se llama gos tolor bihu (Bihu bajo el árbol).
Baisago: El pueblo Bodo-Kachari celebra durante siete días; el primer día para el ganado (Magou), el segundo día para el hombre (Mansoi) y el culto a los antepasados, con festejos, cantos y alegría.  Las canciones siguen los mismos temas que las del Bihu.
Bihutoli Bihu: El festival rural hizo su transición a la vida urbana cuando fue llevado por primera vez al escenario en el campo de Lataxil en Guwahati por el Guwahati Bihu Sanmilani en 1962, promovido por ciudadanos destacados como Radha Govinda Baruah y otros.  El Bihu ha sido popularizado en gran medida por el Bihu 'Samrat' (rey) de Assam, Khagen Mahanta. A diferencia de la versión rural, los bailarines danzaban en un escenario elevado improvisado en una zona abierta que llegó a conocerse como Bihutoli.

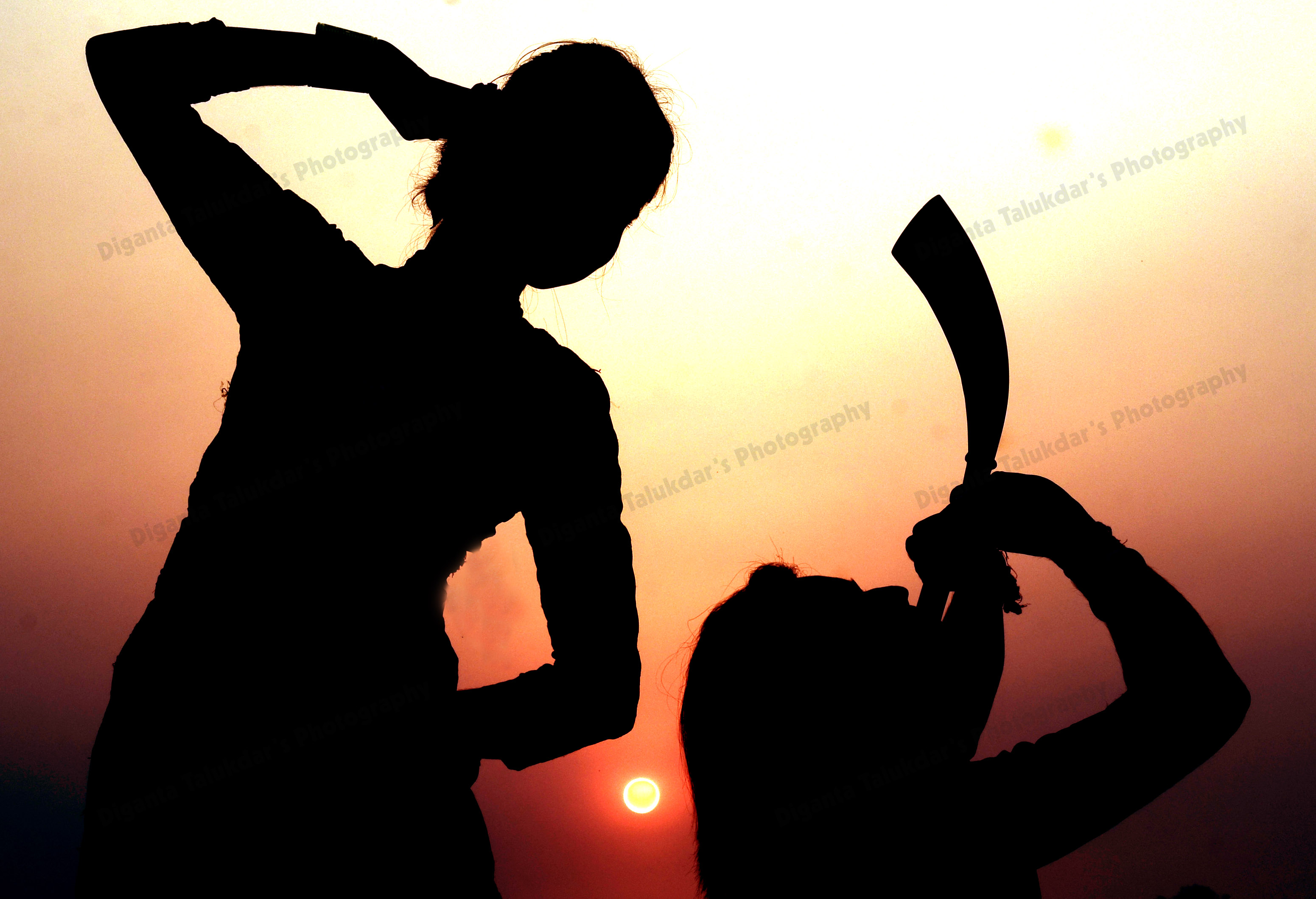
Los jóvenes interpretan la danza Bihu durante la celebración de Rongali Bihu en Assam

Desde entonces han surgido muchos Bihutolis de este tipo en Guwahati y otras zonas urbanas. Las actuaciones no se limitan a la forma de danza Bihu, sino que pueden incorporar todas las formas de actuación teatral para mantener al público cautivado hasta bien entrada la madrugada. Las actuaciones pueden incluir desde comedias hasta conciertos de cantantes solistas. La forma escénica del Bihu se ha hecho tan popular que los organizadores han empezado a ampliar las celebraciones al bohagi bidai, o despedida del mes del Bohag, que consiste en actuaciones similares celebradas un mes después.
Saat Bihu: Rongali Bihu también se llama saat Bihu (siete Bihus). Se celebra durante siete días, por eso se llama así. Por otra parte, Rangali Bihu está constituido por siete tipos diferentes de Bihu -Goru Bihu (Bihu de la vaca), Manuh Bihu, Xat Bihu, Senehi Bihu, Maiki Bihu, Rongali Bihu y Sera Bihu. En realidad, el primer día es para rendir respeto a las vacas y los otros días para actividades sociales.

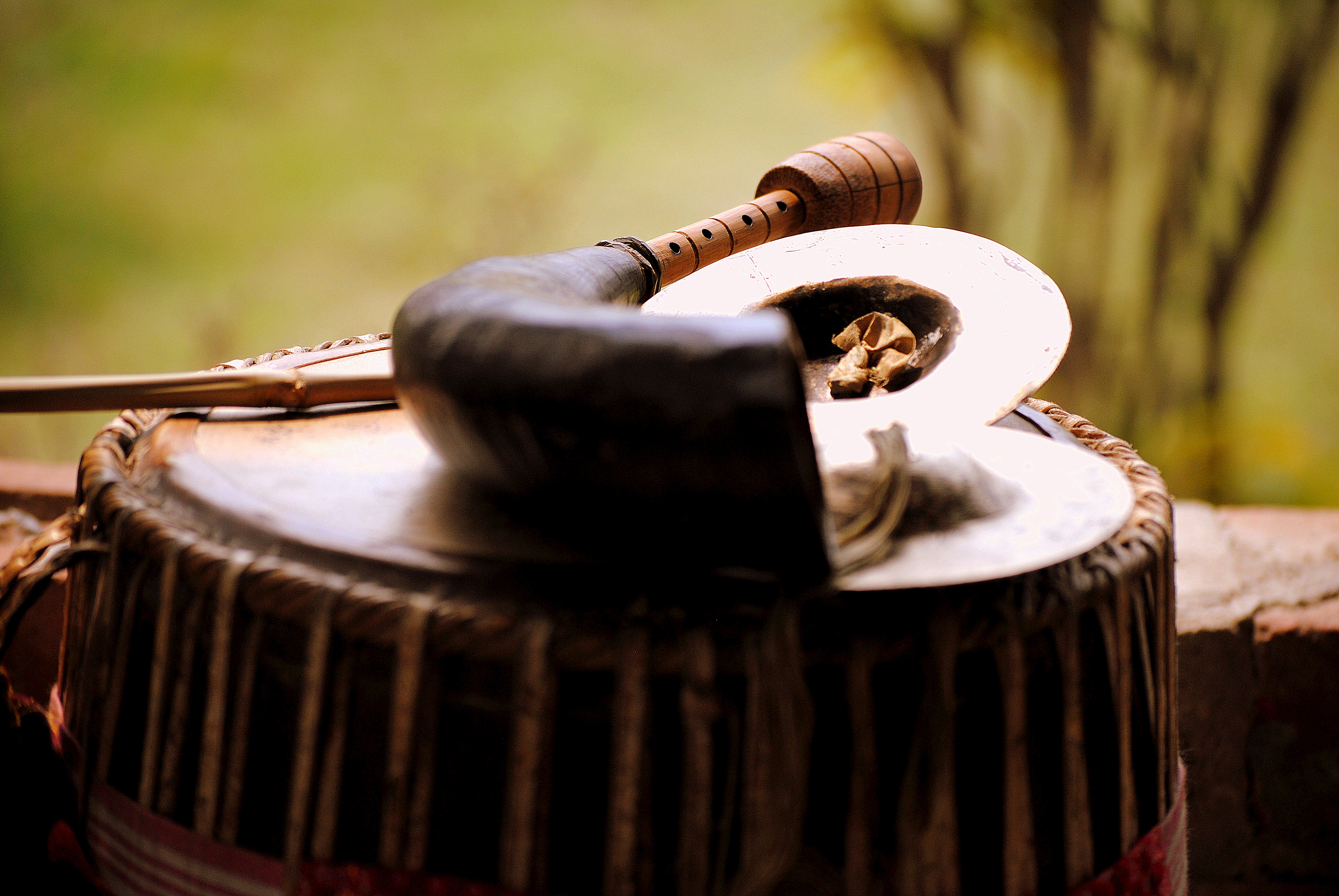
Los instrumentos musicales clave - Dhol, Pepa y Taal utilizados durante la canción/danza Bihu.

## Kati Bihu

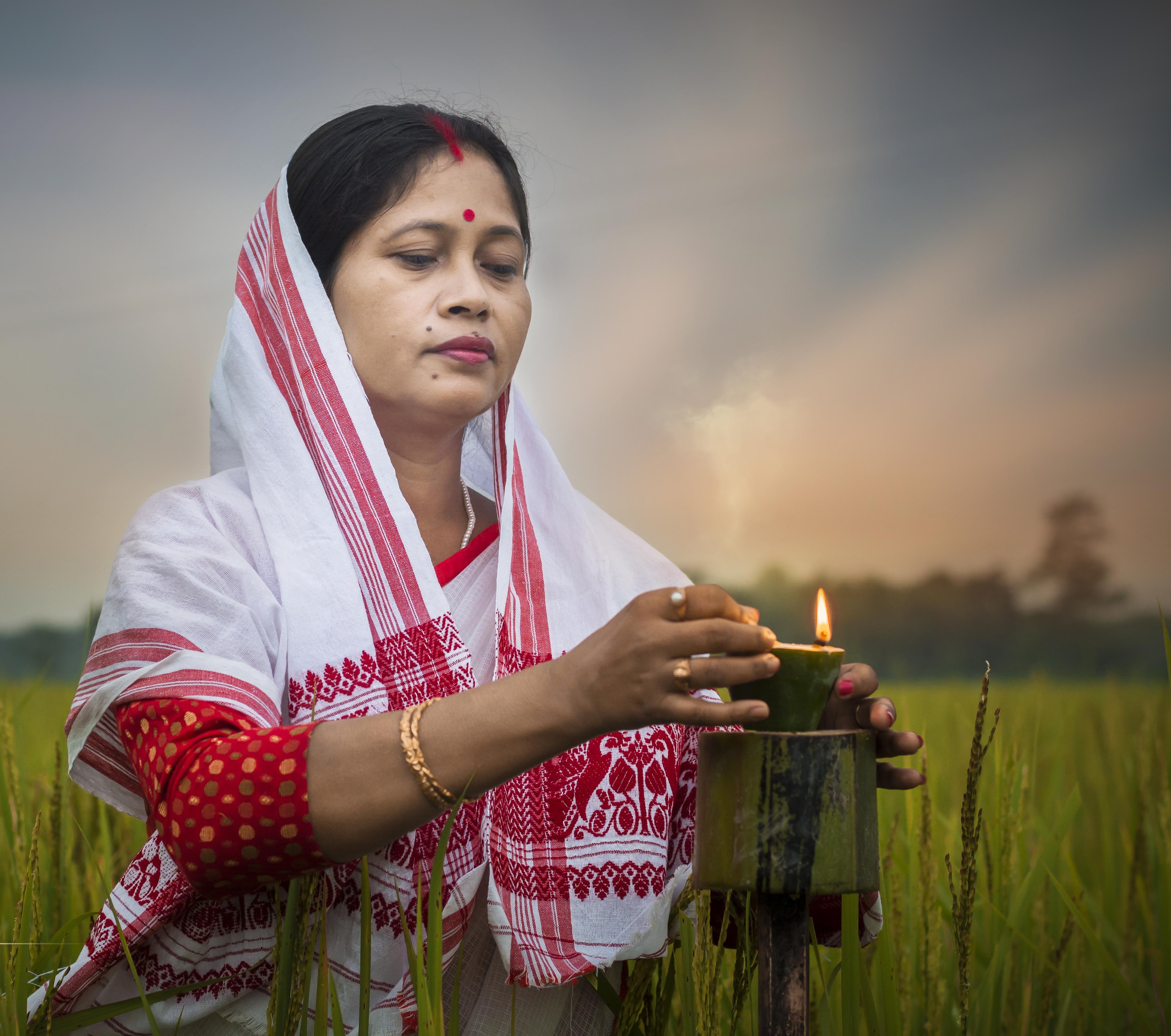
Una mujer asamesa con una Gamusa encendiendo el farol (Saki) en un arrozal.

El Kongali Bihu (mediados de octubre, también llamado Kati-Bihu) tiene un sabor diferente, ya que hay menos jolgorio y el ambiente tiene una sensación de restricción y solemnidad. En esta época del año, el arroz de los campos está en fase de crecimiento y los graneros de los agricultores están casi vacíos. En este día, se encienden lámparas de tierra (saki) al pie de la planta tulsi de la casa, el granero, el jardín (bari) y los arrozales. En la antigüedad, se encendían lámparas de tierra alrededor de los arrozales para atraer a los insectos, actuando así como un insecticida natural. Para proteger el arroz maduro, los cultivadores hacen girar un trozo de bambú y recitan cantos y hechizos rowa-khowa para alejar las plagas y el mal de ojo. Por la noche, el ganado se alimenta con productos de arroz especialmente elaborados, llamados pitha. El Kati Bihu es conocido como Kati Gasa por el pueblo Bodo y Gathi Sainjora por el pueblo Dimasa. El pueblo Bodo enciende lámparas al pie del árbol siju (Euphorbia neriifolia).  Este Bihu también se asocia con el encendido de akaxi gonga o akaxbonti, lámparas en la punta de un alto palo de bambú, para mostrar a las almas de los muertos el camino al cielo, una práctica que es común a muchas comunidades de India, así como de Asia y Europa. El Kati bihu se celebra el 19 de octubre, es decir, casi a mediados de octubre.

### Bhogali Bihu
Bhogali Bihu (mediados de enero, también llamado Magh Bihu) viene de la palabra Bhog que es comer y disfrutar. Es una fiesta de la cosecha y marca el final de la temporada de recolección. Como los graneros están llenos, se celebran muchas fiestas y comidas durante este periodo. En la víspera del día llamado uruka, es decir, el último día de la pausa, los hombres, sobre todo los jóvenes, van al campo, preferiblemente cerca de un río, construyen una cabaña improvisada llamada Bhelaghar con el heno de los campos de cosecha y la hoguera o Meji, . lo más importante para la noche. Durante la noche, se prepara la comida y se celebra un banquete comunitario en todas partes. También hay intercambio de dulces y saludos en este momento. Toda la noche (llamada Uruka) se pasa alrededor de un Meji con la gente cantando canciones bihu, golpeando el Dhol, un tipo de tambor típico o jugando. Los chicos vagan en la oscuridad robando leña y verduras para divertirse. A la mañana siguiente se bañan y queman el Meji principal. La gente se reúne alrededor del Meji y le arroja Pitha (pasteles de arroz) y nueces de betel mientras lo queman al mismo tiempo. Ofrecen sus oraciones al dios del fuego y marcan el final del año de la cosecha. Después regresan a casa llevando trozos de leña medio quemada para arrojarlos entre los árboles frutales y obtener resultados favorables. Todos los árboles del recinto están atados a tiras de bambú o a tallos de arroz. A lo largo del día se celebran diferentes tipos de deportes como la lucha de búfalos, el combate con huevos, la pelea de gallos, la lucha de ruiseñores, etc. Hay otros festivales convencionales observados por varios grupos étnico-cultural. Me-dam-me-phi, Ali-aye-ligang, Porag, Garja, Hapsa Hatarnai, Kherai son algunas de ellas. Los koch celebran este bihu como pushna.

## Instrumentos utilizados en el Bihu
- Dhol (tambor)
- Taal
- Pepa (Un instrumento hecho de cuerno de búfalo)
- Toka
- Bansuri (Flauta)
- Xutuli
- Gogona

## Bihu en otros lugares
El Bihu también se celebra en el extranjero. Existen muchas asociaciones/comités de Bihu en otros lugares donde este festival se celebra con entusiasmo. El Comité de Bihu de Londres (LBC), Reino Unido, es uno de ellos, entre otros.

## Fiestas relacionadas
La jornada festiva Bohag Bihu (Rongali Bihu) se celebra en otros lugares, pero con otro nombre. Algunos ejemplos de festivales relacionados en Asia son Subcontinente indio:
- Vaisakhi en Punjab, India
- Vishu en Kerala, India
- Pohela Boishakh en Bengala Occidental, India
- Puthandu en Tamil Nadu, India
- Vikram Samvat en Nepal
- Año Nuevo cingalés en Sri Lanka.[38]

Asia Oriental:
- Año Nuevo Camboyano en Camboya, Thingyan en Birmania, Festival de Songkran en Tailandia y otros festivales de Asia Oriental y Sudeste Asiático.

Sin embargo, este no es el año nuevo universal para todos los hindúes. Para algunos, como los de Gujarat y sus alrededores, las fiestas de año nuevo coinciden con el festival de cinco días Diwali. Para otros, el año nuevo cae en Ugadi y Gudi Padwa, que cae unas dos semanas antes de Bohag Bihu. Así pues, Bohag Bihu es la fiesta de Año Nuevo del pueblo indígena asamés.